# تيتراسايكلن
التيتراسايكلن هو مجموعة من المُضادات الحيوية واسعةِ الطَّيف، التي إنخفضت فائدتها العامَّة مع بداية ظهور المقاومة لها من قبل الكائنات الحية الدَقيقةْ وعلى الرُغمِ من هذا إلا أنها تبقى العلاجَ الأمثل لبعض الاستطبابات. سميت هذه المضادات الحيويَة بهذا الاسم لاحتوائها على أربعة حلقات هيدروكربونيّة.
سُجِّلَت براءة اختراع التتراسيكلين في عام 1953 ودخل حيز الاستخدام التجاري في عام 1978.
بشكلٍ أدق؛ يتمُّ تعريفها على أنها فئة فرعيَّة من مركبات عضوية معقدة تعرف ب Polyketides تمتلك هيكل من الـ octahydro tetracene-2-carboxamide. جميعها تُعرف بمشتقّات متعدد الحلقات نافثاسين كاربوكسامايد " polycyclic naphthacene carboxamide"

## الاستخدامات الطبّية
تستخدم التتراسايكلن عادة في علاج الالتهابات التي تصيب الجهاز البولي، الجهاز التنفسي، والأمعاء. كما أنها تستخدم أيضًا في علاج الكلاميديا، خاصة عند المرضى الذين يعانون حساسية من المضادات الأخرى مثل البيتالاكتام (B-lactam) ومن المايكروليدات (macrolides). ومع ذلك فإنَّ استخدامَ هذهِ المضادات الحيوية أصبح أقل مما كانت عليه بسبب انتشار وتطوُّرِ ظاهرةِ المقاومةِ من قبلِ الكائناتِ الحيَّة المسببة للعدوى.
أما الاستخدام الحالي لهذه المضادات الحيوية يدخلُ في علاجِ حبِّ الشبابِ الحاد والكوليرا، وداء البروسيلات، والطاعون، والملاريا، والزهري وفي علاج العد الوردي (من الأمثلة على هذه المضادات؛ تيتراسايكلن، أوكسيتتراسايكلن، دوكسيتتراسايكلن، أو مينوتتراسايكلن).
يستخدم دوكسيتتراسايكلن أيضًا كعلاج وقائي للالتهاب الذي يسببه Baeillus anthracis كما أنها فعالة ضد الطاعون الدبلي (الدملي).
يستخدم أيضًا لعلاج الملاريا والوقاية منها. كما يُستخدمُ في علاجِ داءِ الفيل (وهو ورمٌ يحدثُ في الساق). [بحاجة لتوضيح]
يعتبر التتراسايكلن العلاجُ الأمثلُ للالتهابات التي تسببها الكلاميديا (من أمثلتها الخثر (التهاب الملتحمة الحبيبي)، الببغائية (حمى الببغاء)، التهاب البوق (التهاب قناة فالوب)، التهاب الإحليل، والورم الحبيبي اللمفي المنقول جنسيًا)، والالتهابات التي تسببها الجرثومة الريكتيسية (جُرثومة تسبب حمى التايفوس)، مرض البروسيلات والالتهابات التي تُصيب الملتوية (داء البورليات، مرض الزهري ومرض اللايم) بالإضافة إلى ذلك من الممكن استخدامها لعلاج الجمرة الخبيثة، مرض الطاعون ومرض التولاريمية (مرض معدي من مصدر حيواني) كما استخدمت أيضًا في الطب البيطري.
قد يكون لها دور في تقليل فترة مرض الكوليرا وشدته، على الرغم من أن مقاومة الدواء باتت تتزايد  حيثُ أصبح تأثيرها على العدد الإجمالي للوفيات موضعا للسؤال.
تجري حاليًا بعض التحقيقات حول استخدام مشتقات التتراسايكلن لعلاج بعض الأمراض الالتهابية.

## الآثار الجانبية
الآثار الجانبية للتتراسايكلن ليست شائعة، ولكن من الجدير بالملاحظة حدوث التسمم الضوئي. بحيث يزيد من خطر حروق الشمس عند التعرض لضوء الشمس أو لضوء من مصادر أخرى. قد يكون هذا ذو أهمية خاصة بالنسبة للذين يأخذون الدوكسيسلن على مدى طويل في الإجازات للوقاية من الملاريا.
وقد تسبب أيضًا اضطرابات في المعدة والأمعاء وفي حالات نادرة قد تسبب الحساسية. وقد يحدث أيضًا صداع حاد ومشاكل في الرؤية بشكل نادرٍ جداً، التي تُعتبرُ هذهِ الأعراض علامات خطيرة لارتفاع الضغط داخل الجمجمة الذي يعرف بالورم المخي الكاذب، وتشمل الآثار الجانبية الشائعة القيء والإسهال والطفح الجلدي وفقدان الشهية.
تعتبر التتراسايكلن من المشوهات الجينية نظرًا لاحتمالية تسببها بتغير لون الأسنان عند الجنين وعند الطفل الرضيع.
ولهذا السبب أيضًا يمنع استخدام التتراسايكلن للأطفال الأصغر من 8 أعوام. وفي بعض الأحيان قد يحدث تغير على لون الأسنان عند البالغين أيضًا. ولكن يعتبر استخدام التتراسايكلن في ال8 أسابيع الأولى من الحمل آمنًا.
بعض المرضى الذين يأخذون التتراسايكلن يحتاجون لمتابعة طبية، وذلك لان التتراسايكلن من الممكن أن يسبب تشحم الكبد وتسممه 

### الاحتياطات
يستخدام التتراسايكلن بحذر مع الأشخاص الذين يعانون من ضعف في الكبد، حيث أن الأدوية التي تذوب في الماء والبول تُفاقِمُ مشكلةَ الفشل الكلوي (وهذا لا ينطبق على الدوكسياسايكلن والمينوسايكلن التي تذوب في الدهون). يُمكن لهذه الأدوية أن تزيد من ضعف العضلات في حالات الوهن العضلي، وتفاقم مشكلة «الذئبة الحمامية الجهازية» (مرض تهاجم فيه خلايا جهاز المناعة خلايا الجسم السليمة).
المضادات الحيوية التي تحتوي على أيونات الكالسيوم والألمنيوم تقللُ من امتصاص كل أنواع التتراسايكلن، والمنتجات اليومية أيضًا تقلل من الامتصاص. تعتبر نواتج تحطيم التتراسايكلن مواد سامة، كما أنها تسبب متلازمة «فانكوني» (وهو خلل يصيب الأنبوب الكلوي القريب في الكلية بحيث يحدث خروج الجلوكوز، الأحماض الأمينية، حمض اليوريك، الفوسفات والبيكربونات مع البول بدلًا من إعادة امتصاصها). كما يجب التخلص من هذه الأدوية في حال انتهاء صلاحيتها لأنه من الممكن أن تسبب تسمم في الكبد.
كان يُعتقد سابقا أن التتراسايكلن يُضعِفُ مفعول أنواع كثيرة من موانع الحمل. وقد أظهرت الأبحاث حديثًا أن موانع الحمل التي تعطى عبر الفم لا تفقد مفعولها أثناء استخدام معظم أنواع التتراسايكلن.
وعلى الرغم من هذه الدراسات، لا يزال العديد من الأطباء ينصح باستخدام مانع الحمل الحائل (حاجز منع الحمل) عند الأشخاص الذين يستخدمون التتراسايكلن، لمنع حدوث الحمل غير المرغوب فيه.

### موانع الاستعمال
يمنع استخدام التيتراسيكلين عند الحامل أو المرضع والاطفال في مرحلة نمو الاسنان، لأنها قد تتسبب ضعف في أسنانهم بشكل دائم (أسنان بلون أصفر- رمادي غامق مع وجود تفرقة أفقيّة عبر الصف العلوي والسفلي من الأسنان)، ومن الممكن أن تُؤثر التتراسايكلن على نمو العظم والأسنان.
استخدام التتراسايكلن خلال 12 أسبوع من الحمل لا يزيد من خطر العيوب الخلقية الرئيسية عند الجنين 
وقد يكون هنالك زيادة في خطر حدوث العيوب الخلقية الصغيرة أو الثانوية. منها الفتق الأُربي (فتق في التجويف البطني)، ولكن التقارير التي تؤكد وجود مثل هذه المخاطر قليلة جداً.
عندَ تحضير التتراسايكلن يجب الأخذ بعين الاعتبار استقرارية الدواء بهدف تَجَنُّب تكوّن ال epi-anhydrotetracycline السامة.

## آلية العمل
تُعتبر التتراسايكلن كمضاد حيوي مثبطةً لتصنيع البروتينات، تمنع ارتباط الـ aminoacyl-tRNA بالمركب المكون من الرايبوسوم المُرتبط مع جزيء (mRNA-المُرسل) (rRNA-رايبوسوم). حيث تقومُ هذه المضادات الحيوية بهذا من خلال ارتباطها بوحدة 30S الرايبوسومية الموجودة في مركب ال m-RNA المُترجم.
وَوُجِدَ أيضاً أن التتراسايكلن تُثبط ما يُعرف بمصفوفة الmetalloproteinase، هذه الآلية لا تَضيفُ تأثيراً على عمل التتراسايكلن كمُضاد حيوي. لكنها أدت إلى إجراء أبحاث مكثَّفة حول التتراسايكلن المُعدَّلة كيميائيَّاً (CMTs) مثل الانسايكلند (incyclinide) لاستخدامها في علاج العُد الوردي، حب الشباب، مرض السكري ومختلف أنواع الأورام.
وقد أُعلنَ في سبتمبر عام 2007 أنَّ مٌركب انسايكلند (incyclinide) غير فعال لعلاج العُد الوردي.
كما دُرست العديد من التجارب حول التتراسايكلن المُعدَّلة وغير المُعدَّلة لاستخدامها في علاج مرض السرطان عند الإنسان. حيثُ وُجدت نتائجَ واعدةً مع CMT-3 عندَ المرضى الذين يُعانون من الورم المعروف بالورم الكابوسي.

## آلية المقاومة
يمنع التتراسايكلن نمو الخلايا عن طريق تثبيط عملية التَّرجمة (وهي عملية حيوية ينتج فيها الرايبوسوم البروتينات). حيث يرتبط بجزء 16s من وحدة ال 30s الرايبوسومية ويمنع جزيء ال t-RNA المشحون بحمض أميني من الارتباط بالموقع A من الرايبوسوم، هذا الارتباط منعكساً (ذو وجهين) بطبيعته.
تصبح الخلايا مقاومة للتتراسايكلن -على الأقل- من خلال ثلاثة آليات: التعطيل الإنزيمي للتتراسايكلن، إخراج المركب خارج الخلية، والحماية الرايبوسومية.
التعطيل الإنزيمي للتتراسايكلن هو أقل أنواع المقاومة حدوثاً، بحيث يُضاف جزيْ أسيتل إلى جزيْ التتراسايكلن مما يؤدي إلى تعطيل الدواء.
وفي آلية إخراج الدواء خارج الخلية، يوجد ما يعرف بالجين المقاوم وهو جين يحتوي على شيفرة وراثيَّة تُعطي بروتينات لتكون موجودة داخل الغشاء البلازمي تعمل على إخراج التتراسايكلن بعمليَّة النقل النشط خارج الخلية. وهذه ذاتها آلية الجين المقاوم للتتراسايكلن في البلازميد Pbr322 الصناعي.
في آلية الحماية الرايبوسومية، يوجَد جين مقاوم يحتوي على شيفرة وراثيَّة لبروتينات تمتلك تأثيرات متعددة، حسب الجين الذي تتم ترجمته.
هناك ستّة فئاتٍ من الجينات/البروتينات لحماية الرايبوسومات، تملِكُ تماثلاً عالياً في تسلسلها، مما يشير إلى وجود سلف تطوري مشترك لها.
من آليات العمل المُحتملة لهذه البروتينات:
1. منع التتراسايكلن من الارتباط بالرايبوسوم.
2. الارتباط بالرايبوسوم وتشويه شكله لإبقاء جزيء ال t-RNA مُرتبطاً عند ارتباط التتراسايكلن.
3. الارتباط إلى الرايبوسوم وإزاحة التتراسايكلن.

كلُّ هذه التَّغيرات التي تحدثُ في الرايبوسوم منعكسة (ممكن أن تسير بالأتجاه الآخر). وذلك لأنَّ الرايبوسومات المأخوذة من الكائنات المُقاومة وغير المُقاومة ترتبط بشكلٍ غير متساوٍ مع التتراسايكلن عند إجراء التجربة في المختبر.

## طريقة الاستخدام
عند إعطاء الدواء عبر الفم، ينصح عادةً أن يتمَّ شرب كأس كامل من الماء في حالة استخدام التتراسايكلن التي تذوبُ في الماء وذات التأثير قصير المدى، (منها؛ التتراسايكلن، كلوروتتراسيكلن، أوكسيتتراسايكلن، ديميكلوسايكلن، والميثاسايكلن) وذلك إما قبل الأكل بساعتين أو بعده بساعتين، لأن التتراسايكلن ترتبط بالطعام، الحديد، الكالسيوم، كما ترتبط بسهولة مع المغنيسيوم. مما يقللُ من امتصاص الجسم لها بالكامل. كما يجبُ تجنُّب تناول المنتجات اليوميَّة، مضادات الحموضة والمستحضرات التي تحتوي على الحديد في وقتٍ قريب من تناول الدواء. هناك بعض الاستثناءات لهذه القاعدة وخاصة في حال الدوكساسايكلن والمينوسايكلن التي تُأخَذُ مع الطعام (من غير الحديد، مضادات الحموضة أو مكملات الكالسيوم). كما يُمكنُ أخذ المينوسايكلن مع المنتجات اليومية وذلك لأنها لا تُمسكُ بالكالسيوم بسرعة، على الرَّغم أن امتصاص المينوسايكلن يقل بشكل طفيف مع المنتجات اليومية.

## تاريخيَّاً
أول عضو اكتُشفَ في المجموعة هو الكلورتتراسايكلن (الأوريومايسن) وذلك في أواخر عام 1940 على يد العالم «بنيامين مينج سياناميد» وهو عالم تم تعينيه من قِبَل سياناميد الأمريكية-مختبرات ليديرل بقيادة Yellapragada Subbarow الذي قام باشتقاق المادة من بكتيريا شبيهة بالفطريَّات تعيش في التراب تمتلك لونًا ذهبياً، سُميت بستريبتومايسز أوريوفاسسنز (Streptomyces aureofaciens) 
اكتُشف الأكوسيتتراسايكلن (تيرامايسين) (Oxytetracycline) بعدَ فترة وجيزة من قِبَل AC Finlay et al الذي يأتي من بكتيريا مُشابهه تعيش في التربة سميت ستربتومايسنز ريموسس (Streptomyces rimosus). قام Robert Burns Woodward بتحديد الشكل البنائي للأوكسيتتراسايكلن مما مكَّن العالم LIoyd H.conover من إنتاج التتراسايكلن الصناعي بنجاح.
غيَّر التطور الكيميائي الكثير من المضادات الحيوية التي شكَّلت هذه المجموعة. في شهر يونيو عام 2005 سُميَ التيغيسايكلن (وهو أول عضو في المجموعة الفرعية الجديدة من التتراسايكلن) بجلايسايكلن، وأُدخِلَ لعلاجِ الالتهابات التي تُقاومُ غيرها من مضادات الميكروبات المألوفة.
وهو أول أنواع التتراسيكلين التي تمَّ اعتمادها على فترة 20 عاماً، ظهرت صيغ أخرى جديدة من التتراسايكلن عبر التجارب السريرية.
أظهَر بحث أجراه " George J.Armelagos" وهو عالمٌ في أصل الإنسان، وفريقه في جامعة ايموري، أن النوبيانيون الذين وجدوا بعد فترة الميروتك، حدثَ ترسيب التتراسايكلن في عظامهم. ويمكن الكشف عنه من خلال تحليل مقطع عرضي باستخدام الضوء فوق البنفسجيَّ حيثُ أنَّ الراسب يكون لونه أخضر مُصفر تمامًا كما يحدث في النماذج الحديثة.
كما اقترح أرميلاغوس Armelagos)) أن هذا نتيجة هضم بيرة قديمة (تشبه كثيرًا البيرة المصريّة)  صُنعت من حبوب مخزنة وملوثة.

## الأمثلة

### حسب المصدر
- مضادات حيوية طبيعيَّة:
  - تتراسايكلن.
  - كلورتتراسايكلن
  - أوكسيتتراسايكلن
  - ديميكلوتتراسايكلن
- مضادات حيوية شبه صناعية:
  - ليميسايكلن
  - ميلوسايكلن
  - مينوسايكلن
  - روليتتراسايلكن

### حسب مدَّة العمل:-
- قصيرة المفعول (عمر النصف من 6-8 ساعات):
  - تتراسايكلن
  - كلورتتراسايكلن
  - أوكسيتتراسايكلن
- متوسطة المفعول (عمر النصف لها يساوي 12 ساعة تقريباً):
  - ديموسايكلن
  - ميثاسايكلن
- طويلة المفعول (عمر النصف يساوي 16 ساعة أو أكثر) يُسمح باستخدامه مرة أو مرتين في اليوم فقط:
  - دوكسيسايكلن
  - مينوسايكلن
  - تيغيسايكلن

يُعتير التيغيسايكلن مضاد حيوي من نوع تتراسايكلن على الرغم من أنّه يُصَنّف كمضاد حيوي من نوع غلايكيسايكلن.

### التتراسيكلين التجريبية في التجارب السريرية
- في الحمل.[32][33] PTK 0796 c/I